# Dmîtrivka, Peatîhatkî
Dmîtrivka (în ucraineană Дмитрівка) este un sat în comuna Palmîrivka din raionul Peatîhatkî, regiunea Dnipropetrovsk, Ucraina.

## Demografie
Componența lingvistică a localității Dmîtrivka
     Ucraineană (98,72%)
     Rusă (1,28%)
Conform recensământului din 2001, majoritatea populației localității Dmîtrivka era vorbitoare de ucraineană (98,72%), existând în minoritate și vorbitori de rusă (1,28%).